# Issigeac
Issigeac é uma comuna francesa na região administrativa da Nova Aquitânia, no departamento Dordonha. Estende-se por uma área de 9,11 km². Em 2010 a comuna tinha 759 habitantes (densidade: 83,3 hab./km²).